# Jolande Harmerová
Jolande Harmerová, rozená Gabajová (1913 – 1959), byla agentka arabské sekce politického oddělení Židovské agentury (Jišuv) a od vyhlášení nezávislosti Izraele oddělení pro Střední východ při ministerstvu zahraničí. Nasazena byla v arabských zemích.

## Biografie
Jolande Harmerová se narodila v Alexandrii (Egypt) jako dcera turecko-židovské matky. Za svůj život byla celkem třikrát vdaná (poprvé v 17 letech). Měla jedno dítě. Své jméno si později pohebrejštila na Har-Mor.
K špionáži pro Židovskou agenturu byla získána někdy v letech 1945 – 46. Byla hezká, křehce vypadající blondýnka, a proto pro ni nebyl problém navazovat styky s vysoce postavenými muži, např. v Arabské lize, káhirských novinách či mezi evropskými diplomaty v Egyptě. Od nich získávala informace o dění v Arabské lize, egyptské armádě či na ministerstvu zahraničí. Jako krytí používala žurnalistiku; přispívala do pařížských novin a magazínů články o egyptských otázkách. Mezi její největší úspěch patřilo proniknutí na velvyslanectví USA v Káhiře a získání kopií tajných telegramů, v nichž chargé d'affaires informoval washingtonské ministerstvo zahraničí o počtu alžírských a tuniských posil bojujících v Palestině na straně Arabů.
V roce 1948 byla zatčena egyptskou policií. Ve vězení onemocněla, ale někomu se podařilo dosáhnout jejího propuštění. Byla vyhoštěna a na příkaz svých řídících orgánů se usadila v Paříži. Velení arabské sekce Židovské agentury se domnívalo, že byla propuštěna pouze na základě ochoty pracovat pro Arabskou ligu.
I z Paříže udržovala písemnou korespondenci se svými bývalými egyptskými známostmi a zásobovala Tel Aviv velkým množstvím informací, převážně politického charakteru. Později se stala součástí „pařížské odbočky“ oddělení pro Střední východ. V průběhu padesátých let pracovala pro Izrael ve Španělsku.